# Billa
Billa — сеть супермаркетов в Европе, принадлежащая компании REWE International Dienstleistungsgesellschaft m.b.H. (также известна как Rewe Group). По собственным данным, Billa насчитывает более 2100 магазинов и более 55 тысяч сотрудников.
Штаб-квартира сети находится в Австрии, в Винер-Нойдорфе. Основана в 1953 году предпринимателем Карлом Влашеком. Название «Billa» происходит от немецкого словосочетания «Billiger Laden», что в переводе означает «Дешёвый магазин».
По состоянию на 2022 год, магазины сети работают на территории четырёх стран: Австрии, Болгарии, Словакии и Чехии. Ранее сеть работала в Хорватии и Украине. В мае 2022 года сеть прекратила свою работу в России.

## На территории бывшего СССР

### Россия
В августе 2004 года в России было зарегистрирована «Би́лла Россия» ООО «Билла» («Билла Раша Гмбх»). Учредитель — немецкая компания «REWE Zentrale» (компания развивает сети магазинов под названием Billa в Австрии и Восточной Европе, ей принадлежит 100 % долей).
На декабрь 2018 года под торговой маркой «Билла» работал 151 магазин, которые сосредоточены преимущественно в Москве и близлежащих регионах (Туле, Курске, Воронеже, Дзержинске, Нижнем Новгороде). Общая выручка российской сети за 2009 год составила 320 млн евро.

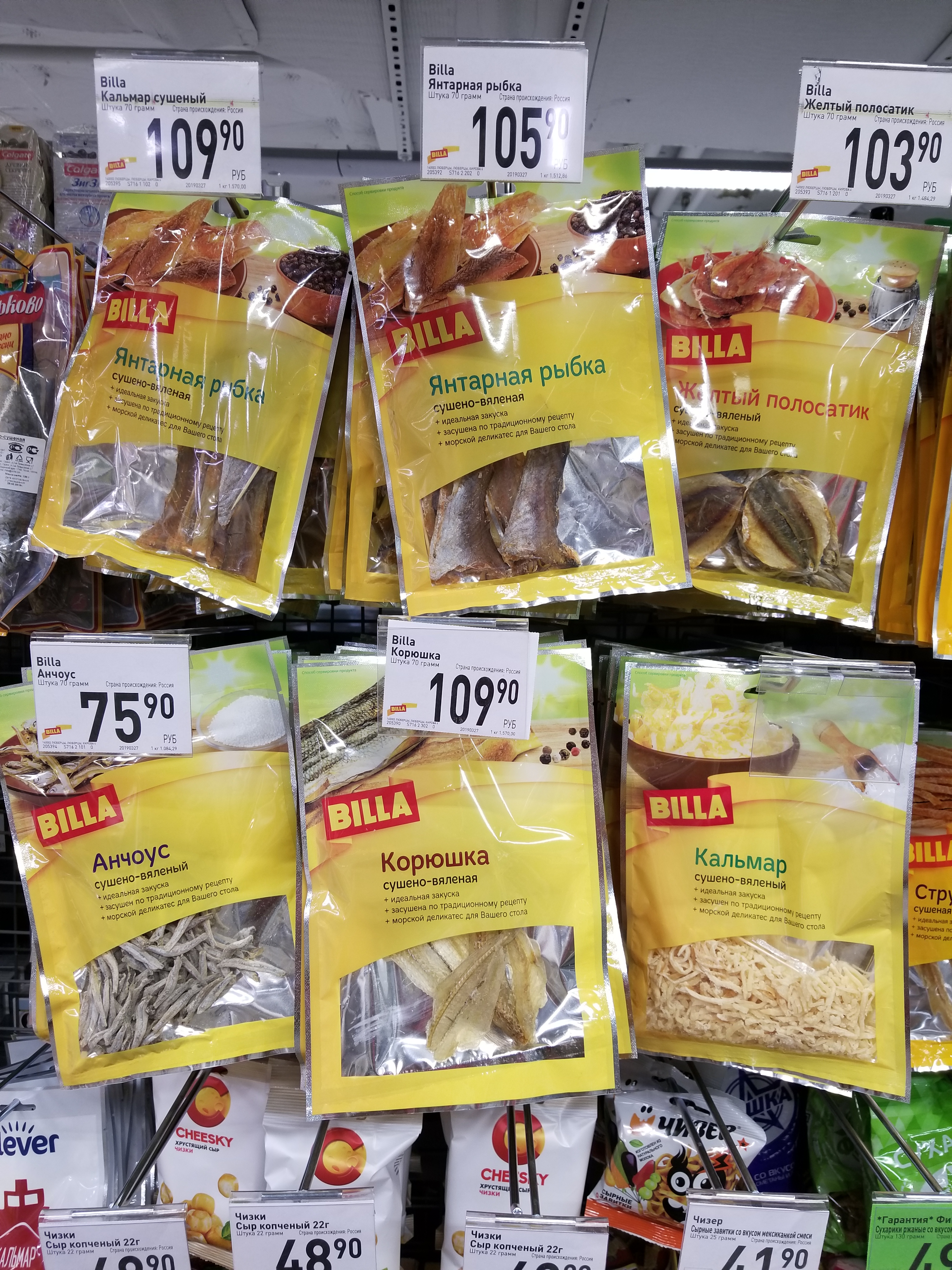
Продукция Billa под собственной торговой маркой

Генеральный директор «Билла Россия» (ООО «Билла Риэлти») — Кокуш Александр.
В 2008 году сеть впервые вышла за пределы Москвы. В том же году были приобретены тринадцать супермаркетов «Ням-Ням» в Москве.
В 2012 году Billa купила российскую сеть супермаркетов «Ситистор» (часть бывшей сети «Рамстор»).
С 2008 все новые магазины Rewe Group в России в формате «супермаркет» открывались не под брендом Billa, а под маркой Biop (Billa Operations). Причина — марку Billa в России имела право развивать только ООО «Билла Россия», но один из партнёров (22,5 %) — российский холдинг «Марта» — с конца 2008 перестал инвестировать в развитие компании из-за начала прохождения процедуры банкротства. В июне 2010 года этот пакет был выкуплен у «Марты».
27 января 2011 состоялось официальное переименование всех магазинов сети «Биоп» в магазины «Билла».

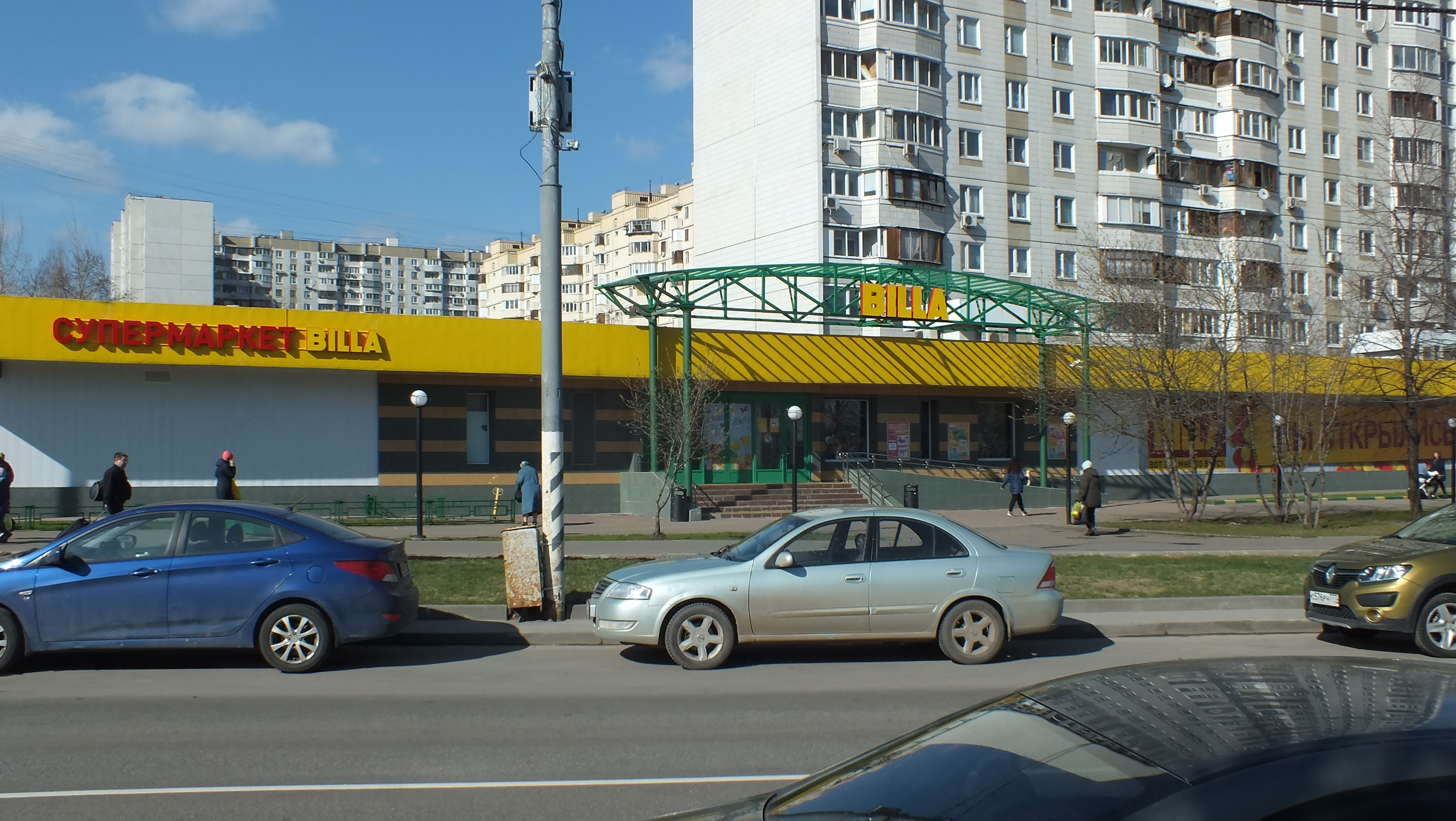
Супермаркет на улице Борисовские Пруды в районе Братеево города Москвы в апреле 2017 года. В октябре-ноябре 2021 года перепрофилирован в «Супер Ленту».

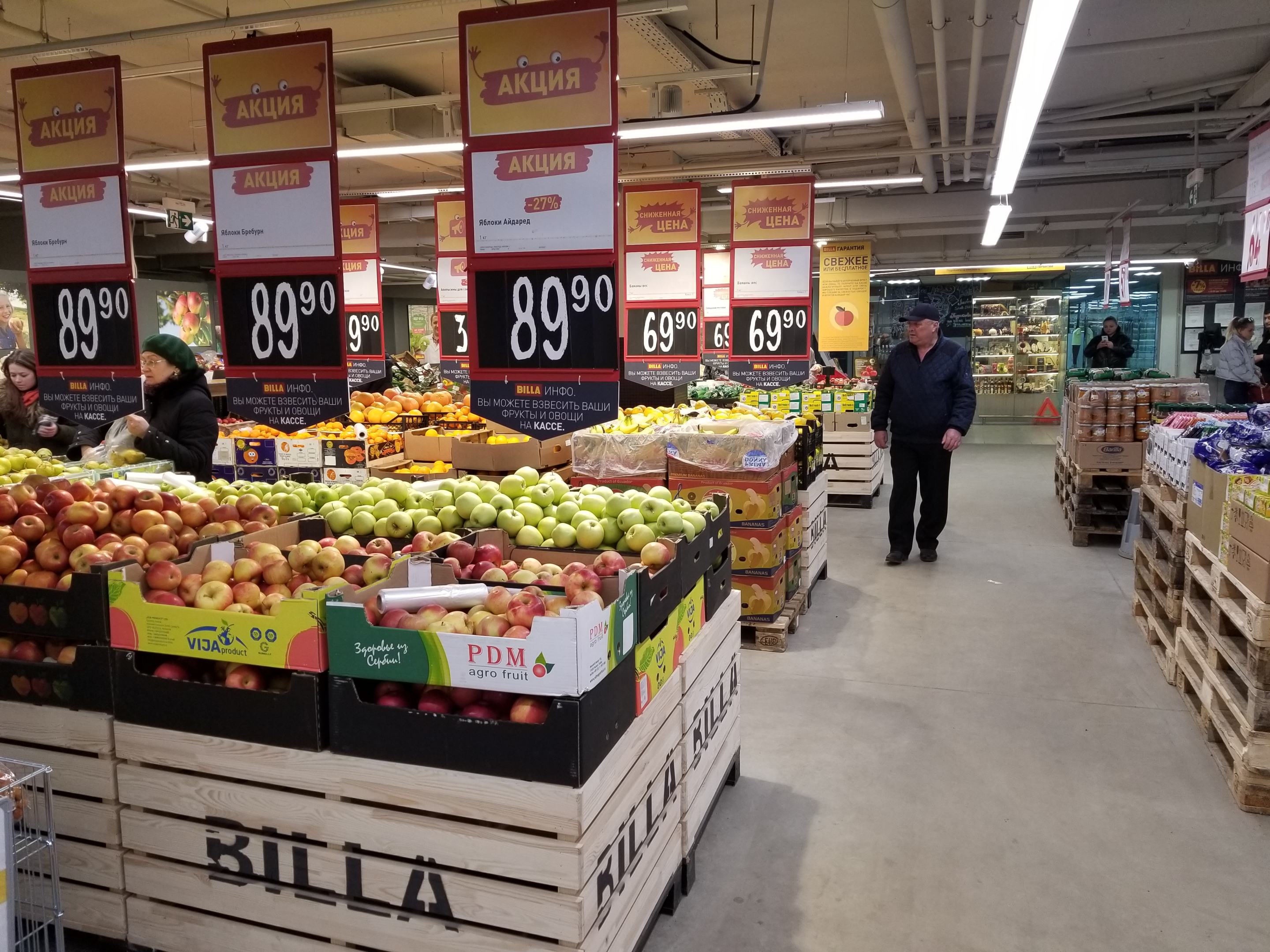
Супермаркет Billa на улице Кирова в Люберцах. Осенью 2021 года перепрофилирован в «Супер Ленту».

В мае 2021 года стало известно, что сеть сворачивает бизнес в России. Российский ритейлер «Лента» выкупил 161 магазин за 215 млн евро. Они будут интегрированы в структуру сети, а марка «Билла Россия» прекратит существование, согласно прогнозам «Ленты» на август, в течение года. Позднее, в 2022 году, «Лента» на своём сайте сообщила, что сайт Billa в России недоступен, а её оставшиеся магазины (всего 30, из них 28 в Москве, по одному в Красногорске и Реутове) заработают под брендом «Супер Лента» с мая 2022 года. Последние магазины Billa в России закрылись в период с апреля по 11 мая 2022 года.

### Украина
Первый супермаркет Billa на Украине был открыт 3 февраля 2000 года в Киеве. Следующие 14 лет компания активно развивалась — в 2014 году количество её магазинов достигло 39. Супермаркеты Billa были представлены в 16 городах 9 областях страны.
С 2015 года количество супермаркетов на Украине начало сокращаться. В июне 2017 компания объявила о продаже сразу 9 своих магазинов в регионах. По состоянию на сентябрь 2017 года сеть супермаркетов австрийского концерна уменьшилась до 17 супермаркетов, из которых двенадцать в Киеве и Киевской области, по два в Днепре и Одессе и один в Житомире.
В сентябре 2020 года стало известно о продаже сети Billa на Украине. Её покупателем стало ООО «Новус Украина» Consul Trade House UAB (владеет сетью супермаркетов Novus).